# 상동호수공원
상동호수공원은 부천시 원미구 조마루로 15 (상동 549)에 위치한 공원이다.

## 개요
공원 한가운데에 호수가 있는 공원으로 18만 2천m2 규모로 2003년 3월에 조성되었다. 공원 내 녹지율은 약 65% 정도이고 호수 면적은 약 2만 3천m2이며 수심은 평균 1~3m를 유지한다. 부천시에서 인공으로 조성한 공원 중 가장 면적이 넓다. 하루에 평균 7,200명, 매달 약 15만명, 연간 약 180만명이 이용하고 있다. 호수 주변으로 조깅산책로가 조성되어 있으며 호수 일대만 도는 750m 코스부터 공원 외곽을 도는 1,050m와 1,250m 코스로 구성되어 있다.
- - 유희시설 : 분수(부력·스크린·통돌)

## 문화
2003년 9월 30일부터 10월 30일까지 빛의 축제인 '루미나리에'를 개최하였다.

## 참고 자료
- 상동호수공원 - 한국관광공사
- 상동호수공원 보관됨 2014-08-19 - 웨이백 머신 - 디지털부천문화대전